# 1920년 하계 올림픽 아르헨티나 선수단
아르헨티나는 1920년 8월 14일부터 9월 12일까지 열린 제7회 하계 올림픽에 선수단을 파견했다.

## 복싱
| 선수            | 세부 종목 | 점수              | 순위 |
| 앙헬 로드리게스 | 페더급    | 올센(노르웨이) 패 | 16   |